# Geoffrey Lewis
Geoffrey Bond Lewis (Plainfield, 31 de julho de 1935 — Woodland Hills, 7 de abril de 2015) foi um ator estadunidense.
Iniciou a carreira no longa-metragem de drama policial The Fat Black Pussycat, em 1963, e seu último filme foi o drama esportivo High and Outside (previsão de lançamento para maio de 2016).
Geoffrey trabalhou em muitos filmes ao lado de Clint Eastwood, como em O Estranho sem Nome, Every Which Way But Loose e a sequência Punhos de Aço - Um Lutador de Rua, O último golpe, Bronco Billy, entre outros. Também atuou em grandes sucessos hollywoodiano, como Duplo Impacto, Tango & Cash, Fuga Mortal, além de participações em séries de TV, como Law & Order, Bonanza, Chaparral, Missão: Impossível, SWAT, Arquivo X e Hawaii Five-O'também trabalhou em um episódio da serie Homem-Aranha de 1977.
Pai de dez filhos, entre eles a atriz Juliette Lewis, faleceu em 2015 de causas naturais.